# Sabrina Corabi
Sabrina Corabi (Lecco, 16 febbraio 1971) è un'attrice italiana.

## Biografia
È nota al grande pubblico per il ruolo di Alex Costa nella sitcom Camera Café, in onda dal 2003 su Italia 1 e poi su Rai 2.

## Teatrografia
- La morte bussa (1995), regia: F. Calati
- Le lacrime amare di Petra von Kant (1996), regia: B. Andreoli
- Il lutto si addice ad Elettra (1996), regia: B. Andreoli
- Una notte a Broadway (1997), regia: L. Arena
- Il maggiordomo non c'entra (1997), regia: S. Bandini
- Officina Pinocchio (1998-1999), regia: C. Intropido
- Tradimenti (2000), regia: G. Bagnoli
- Ali di Vetro (2000), regia: S. Corabi
- Boh...! (2001-2002), regia: S. Corabi
- Nihl (2001-2003), regia: A. Punzo
- Ali di Chernobyl (2006-2007), regia: S. Corabi

## Filmografia

### Cinema
- 20 - Venti, regia di Marco Pozzi (2000)
- Volevo solo dormirle addosso, regia di Eugenio Cappuccio (2004)
- Maledimiele, regia di Marco Pozzi (2010)

### Televisione
- Bradipo - serie TV (2001)
- Camera Café - serie TV (2003-2012, 2017)
- Scripta volant - serie TV (2004)
- R.I.S. - Delitti imperfetti - serie TV (2005)